# Lokosso-Gan
Pour les articles homonymes, voir Lokosso-Dioula.
Lokosso-Gan est une commune rurale située dans le département de Loropéni de la province du Poni dans la région Sud-Ouest au Burkina Faso.

## Géographie
Lokosso-Gan – dont le nom du village fait référence au peuple Gan – se trouve à environ 20 km à l'ouest du centre de Loropéni, le chef-lieu du département. La ville est traversée par la route nationale 11.

## Santé et éducation
Lokosso-Gan accueille un centre de santé et de promotion sociale (CSPS) tandis que le centre médical se trouve à Kampti et que le centre hospitalier régional (CHR) de la province se trouve à Gaoua.